# Los Callejones, Juchitán
Los Callejones är en ort i Mexiko.   Den ligger i kommunen Juchitán och delstaten Guerrero, i den södra delen av landet, 300 km söder om huvudstaden Mexico City. Los Callejones ligger 43 meter över havet och antalet invånare är 233.
Terrängen runt Los Callejones är lite kuperad. Havet är nära Los Callejones åt sydväst. Runt Los Callejones är det ganska glesbefolkat, med 34 invånare per kvadratkilometer. Närmaste större samhälle är Marquelia, 4,5 km väster om Los Callejones. Omgivningarna runt Los Callejones är en mosaik av jordbruksmark och naturlig växtlighet.